# 阿克塞尔·扬瑟
阿克塞尔·扬瑟（瑞典語：Axel Janse，1888年3月18日—1973年8月18日），瑞典男子体操运动员。他曾获得1912年夏季奥运会体操比赛男子团体瑞典式金牌。他于1973年在马尔默去世，享年85岁。